# Arthur Avilés
Arthur Avilés (Queens, Nueva York; 1963) es un bailarín y coreógrafo estadounidense de origen puertorriqueño ganador de un premio Bessie. Se destaca en la danza moderna y por su compromiso comunitario.

## Biografía
Avilés nació en Queens, Nueva York, y creció en Long Island y el Bronx, hijo de padres puertorriqueños. Se graduó de Bard College, una universidad de artes liberales en Annandale-on-Hudson, Nueva York. Después de graduarse de Bard, se volvió miembro de la Bill T. Jones / Arnie Zane Dance Company, y participó en una gira internacional con la compañía durante ocho años entre 1987 y 1995.
Avilés comenzó su propia compañía, el Teatro Típico Arthur Avilés (AATT), en 1996 en París, Francia, y trasladó la compañía al Bronx ese mismo año. Además de su trabajo con AATT, Avilés se convirtió en el coreógrafo de la compañía teatral Faim de Siecle con sede en París, y ha coreografiado una serie de producciones que se han realizado en los Estados Unidos y en Francia.
En diciembre de 1998, fue cofundador de BAAD! - La Academia de las Artes y Danza del Bronx, un nuevo espacio para espectáculos y talleres en el edificio American Bank Note, un almacén en la sección de Hunts Point del Bronx. The New York Times ha dicho que BAAD! es «un espacio de actuación innovador y acogedor».
Desde 1991, Avilés ha colaborado ampliamente con su prima hermana, la comediante y performera Elizabeth Marrero. También ha colaborado con otros artistas homosexuales puertorriqueños como Jorge Merced.

## Premios
Además del Premio Bessie, Avilés recibió un premio de Artes y Letras de su alma mater en 1995, un Premio BRIO (Bronx Reconoce a los Suyos) del Consejo de las Artes del Bronx (BCA) en 1999, un Premio de Orgullo de PRIDE (Iniciativa Puertorriqueña para Desarrollar el Empoderamiento) por sus notables contribuciones y servicio a la comunidad puertorriqueña LGBT (Lesbiana, Gay, Bisexual y Transgénero), una Beca de la Fundación de Nueva York para las artes en 2004, y un premio del contralor de la ciudad de Nueva York Bill Thompson y un premio de Artes del alcalde de Nueva York en 2008. En 2005, AATT fue una de 406 instituciones de servicios sociales y de las artes de la Ciudad de Nueva York que recibió parte de una donación de 20 millones de dólares del Instituto Carnegie, la cual fue posible gracias a una donación del alcalde de la ciudad de Nueva York Michael Bloomberg.

## Recepción crítica
Anna Kisselgoff de The New York Times escribió: «Si usted no sabe quién es el señor Avilés, usted no ha visto uno de los grandes bailarines modernos de los últimos 15 años». Jennifer Dunning, crítico de danza del The New York Times, describió su trabajo de la siguiente manera: «Arthur Avilés ha desarrollado una voz y un estilo diferente que podría ser comparado con el teatro de calle y el arte del cartel provocador, para comunicar sus verdades acerca de la vida desde la perspectiva de un hombre gay puertorriqueño. Lo hace a través de narrativas simples que siempre son coloridas y a menudo conmovedoras y divertidas».